# Георги Стефанов и Синове
„Георги Стефанов и Синове“ е името на фабрика за вълнени платове в Сливен.
Създадена е през 1888 г. от Георги Стефанов, десет години след създаването на Княжество България. По-късно индустриалецът Г. Стефанов предава управлението на най-големия си син - Стефан Стефанов, политик и министър на финансите в Царство България.
През декември 1947 г. фабриката е национализирана и преименувана.